# Zalimchan Jusupow
Zalimchan Jusupow (ros. Залимхан Юсупов, ur. 19 lutego 1984) – rosyjski, a od 2012 roku tadżycki zapaśnik w stylu wolnym. Olimpijczyk z Londynu 2012, gdzie zajął jedenaste miejsce w kategorii 66 kg.
Piąty na mistrzostwach świata w 2014. Srebrny medalista igrzysk azjatyckich w 2014. Zajął jedenaste miejsce na mistrzostwach Azji w 2014 roku.

## Życie prywatne
Zalimchan Jusupow ma dobre relacje ze swoimi rodzicami. Jego żona straciła dziecko w wyniku błędu lekarskiego tuż przy porodzie. Jusupow bardzo martwił się o nienarodzone dziecko, a nawet popadł w głęboką depresję, z której z wielkim trudem wyszedł. Chciał nawet zakończyć karierę zawodowego zawodnika, ale przezwyciężył trudności i pozostał w biznesie.